# 杂色豆属
杂色豆属（Baphia）是豆科的一个属，属名来自希腊语βάπτω（染色），原因是其木材可以提取红色染料。该属植物仅分布于非洲。
它传统上被分类于槐族，但分子系统发生学研究表示属于Baphieae。